# Irving Automobile Company
Irving Automobile Company, vorher American-Southern Motors Corporation, war ein US-amerikanischer Hersteller von Automobilen.

## Unternehmensgeschichte
Die American-Southern Motors Corporation wurde 1920 in Greensboro in North Carolina gegründet. Tätigkeitsfeld war die Montage von Fahrzeugen der American Motors Corporation und der Vertrieb dieser Fahrzeuge in den Südstaaten der USA.
1921 begann die Entwicklung von eigenen Automobilen. Der Markenname lautete Vaughn, benannt nach dem Geldgeber Robert G. Vaughn. Die erste öffentliche Präsentation fand im Oktober 1921 auf der Aufstellung Made in Carolinas statt. Eine Serienproduktion kam nicht zustande.
Im Dezember 1921 erfolgte die Umfirmierung in Irving Automobile Company. Nun war das Unternehmen als Autohaus tätig. Im März 1923 verkündete der Generalmanager E. N. Snow, dass das Fahrzeug bald vermarktet würde. Danach war nichts mehr davon zu hören.
Es ist nicht bekannt, ob das Unternehmen nach 1923 noch existierte.
Ein paar Jahre vorher gab es mit der Whiteside Wheel Company und Vaughn bereits zwei andere US-amerikanische Hersteller von Personenkraftwagen der Marke Vaughn.

## Fahrzeuge
Der erste Prototyp hatte einen V12-Motor von der Weidely Motors Company. Er leistete 90 PS. Das Fahrgestell hatte 323 cm Radstand. Der offene Tourenwagen bot Platz für fünf Personen. Er war von Hiram M. Browne entworfen worden. Das Leergewicht war mit 2245 kg angegeben. Der Neupreis sollte 3995 US-Dollar betragen.
Daneben war ein kleineres Modell geplant. Es sollte einen Vierzylindermotor von Rochester-Duesenberg erhalten.